# 아프가니스탄 국회

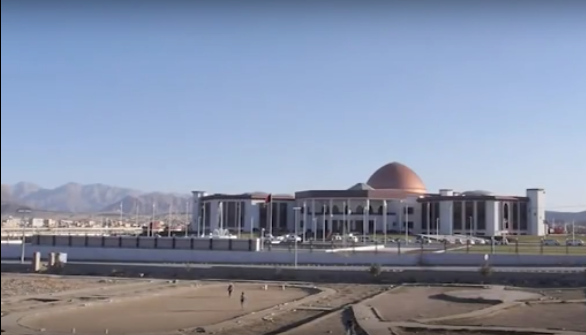
아프가니스탄 국회의사당

아프가니스탄 국회는 양원제로 메시라노 지르가(원로원)와 월레시 지르가(민회)로 구성된다.
입법은 주로 하원에 해당하는 월레시 지르가가 맡으며, 상원격인 메시라노 지르가는 조언과 거부권을 담당한다.